# Bulbophyllum apertum
Bulbophyllum apertum là một loài phong lan thuộc chi Bulbophyllum.